# Tero Mäntylä
Tero Mäntylä (Seinäjoki, 18 aprile 1991) è un ex calciatore finlandese, di ruolo difensore.

## Carriera

### Club
La sua carriera da calciatore professionista inizia nel 2007 quando milita nella squadra della sua città natìa, il Seinäjoen Jalkapallokerho. Nella finestra invernale del calciomercato del 2008 viene acquistato dal Portsmouth, squadra inglese militante in Premier League. Nelle due stagioni trascorse a Portsmouth non è mai riuscito a trovare spazio in prima squadra e così viene relegato nelle file della primavera dei Pompey. Rimasto svincolato a fine stagione del 2010 viene messo sotto contratto dall'Inter Turku, ritornando così a giocare in patria. Debutta in Veikkausliiga con la maglia dei sinimustat nel match disputatosi contro il KuPS subentrando dalla panchina al posto di Daniel Antúnez. Nel novembre del 2010 rinnova di un ulteriore anno il suo contratto con la squadra nerazzurra.
Nel gennaio del 2012 viene acquistato dal Ludogorec, squadra di Razgrad, che milita nel campionato bulgaro. L'11 dicembre 2014 si è trasferito ufficialmente ai norvegesi dell'Aalesund, scegliendo la maglia numero 4 e firmando un contratto valido dal 1º gennaio 2015.
Il 9 agosto 2017 ha fatto ritorno all'Inter Turku.

### Nazionale
Nel 2011 ha esordito con l'Under-21.

## Palmarès

### Club

#### Competizioni nazionali
- A Profesionalna Futbolna Grupa: 3

Ludogorets: 2011-2012, 2012-2013, 2013-2014
- Coppa di Bulgaria: 2

Ludogorets: 2011-2012, 2013-2014
- Supercoppa di Bulgaria: 2

Ludogorets: 2012, 2014